# Бирсенс, Марк
Марк Бирсенс (люкс. Marc Birsens; род. 17 сентября 1966, Люксембург) — люксембургский футболист, выступавший на позиции защитника.

## Клубная карьера
Профессиональную карьеру начал в 1986 году в столичном клубе «Унионе». В нём за 10 проведенных сезонов Бирсенс сыграл в 216 матчах и забил 17 голов. Сезон 1996/97 защищал цвета клуба «Гревенмахер». В следующем сезоне Марк на 3 сезона вернулся в «Унион». Карьеру завершил в «Рюмеланже», за который играл с 2000 по 2002 года.

## Карьера за сборную
Дебют за сборную Люксембурга состоялся 27 апреля 1988 года в товарищеском матче против сборной Италии (0-3). Последний матч прошёл 23 февраля 2000 года в товарищеском матче против сборной Северной Ирландии (1-3). Всего за сборную Бирсенс провёл 53 матча и забил 1 гол.

### Гол за сборную
| Дата        | Место                                | Соперник | Счёт | Результат | Турнир                  |
| ----------- | ------------------------------------ | -------- | ---- | --------- | ----------------------- |
| 9 июня 1999 | Жози Бартель, Люксембург, Люксембург | Польша   | 1-3  | 2-3       | Квалификация на ЧЕ 2000 |

## Достижения

### Клубные
- Чемпион Люксембурга: 1989/90, 1990/91, 1991/92
- Обладатель Кубка Люксембурга: 1988/89, 1990/91, 1995/96

### Индивидуальные
- Футболист года в Люксембурге: 1990/91